# Tomás Sánchez de Ávila

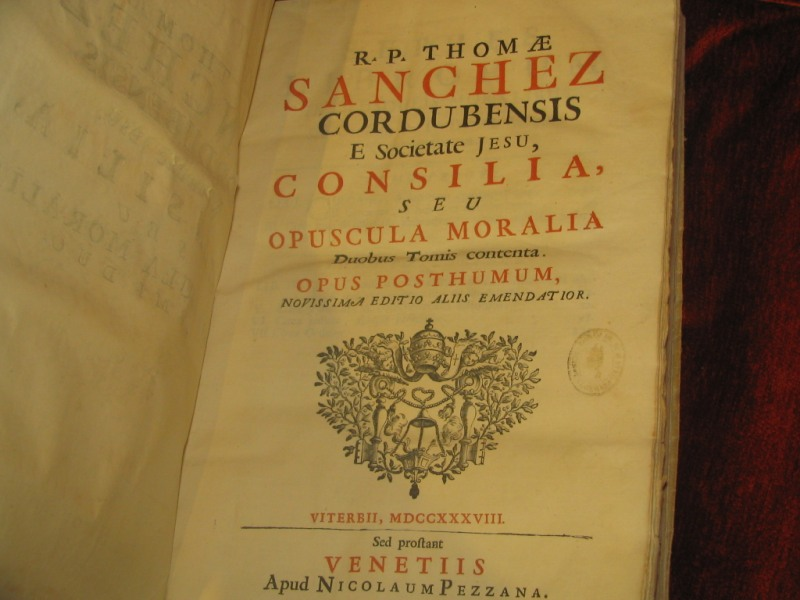
Portada de Consilia seu Opuscula Moralia de 1638

Tomás Sánchez de Ávila (Córdoba, 1550-Granada, 19 de mayo de 1610) fue un teólogo español, de la Compañía de Jesús, profesor en los colegios jesuitas de Córdoba y Granada. Es considerado como una de las principales autoridades católicas en materia de teología moral.

## Obra
Fue muy combatido por los jansenistas, y objeto de crítica por Blaise Pascal (Cartas provinciales), sobre todo por la cuestión de la restrictio mentalis (admitir que se puede mentir cambiando mentalmente el sentido de las palabras sin que el perjudicado lo sepa). Sus obras principales fueron De sancto matrimonii sacramento (1601-1605) y Opus morali in praecepta Decalogi (publicada póstumamente, en 1613).
Su obra De sancto matrimonii sacramento, manual para confesores muy influyente en su momento, recibió el elogio del papa Clemente VIII («nadie había escrito más ni mejor sobre el matrimonio»)[cita requerida] y se ganó incluso el siguiente dicho popular entre los seminaristas: «Si quieres saber más que el demonio / lee a Sánchez en De matrimonio». En ella consideraba legítimo el aborto por varias razones graves si el feto estaba todavía inanimado (sin alma); postura que fue condenada por el papa Inocencio XI en 1679. El periódico republicano y anticlerical El Motín tradujo esta obra por primera vez del latín al castellano en 1887 con el fin de demostrar, debido a su explícita información sexual, que la Compañía de Jesús era lujuriosa e inmoral y que debía apartarse a las mujeres de los jesuitas. Ricardo Palma menciona la obra en su leyenda Mujer y tigre, integrada en Tradiciones peruanas (1897): "Pero estaba escrito, D. Carlos tenía más afición que a los infolios teológicos a estudiar en ese libro misterioso que se llama la mujer. El jesuita Sánchez, con su churrigueresco tratado De Matrimonio, exalta la curiosidad de los muchachos más que la serpiente que tentó a Eva. Quizá alguno de sus capítulos cayó en manos del seminarista, y he aquí cómo un mal librajo llevó a carrera de perdición a un joven, casto como el cándido José, y privó acaso a la iglesia de Lima de una de sus más espléndidas luminarias o lumbreras".
Sánchez también se opuso al comercio de esclavos:

Esta contractación de los portugueses o de otros mercaderes, con la cual traen negros de sus tierras para venderlos en las nuestras como esclavos, es ilícita, y pecado mortal, y están obligados tales negociantes a manumitirlos.
Consilia seu opuscula moralia

Antes de profesar como jesuita (con 17 años, en 1567) superó un problema de tartamudez.